# Midway (Arkansas)
Midway es un pueblo ubicado en el condado de Hot Spring en el estado estadounidense de Arkansas. En el Censo de 2010 tenía una población de 389 habitantes y una densidad poblacional de 42,39 personas por km².

## Geografía
Midway se encuentra ubicado en las coordenadas 34°14′59″N 92°58′25″O / 34.24972, -92.97361. Según la Oficina del Censo de los Estados Unidos, Midway tiene una superficie total de 9.18 km², de la cual 9.15 km² corresponden a tierra firme y (0.31%) 0.03 km² es agua.

## Demografía
Según el censo de 2010, había 389 personas residiendo en Midway. La densidad de población era de 42,39 hab./km². De los 389 habitantes, Midway estaba compuesto por el 97.94% blancos, el 0% eran afroamericanos, el 0.26% eran amerindios, el 0.77% eran asiáticos, el 0% eran isleños del Pacífico, el 0.77% eran de otras razas y el 0.26% pertenecían a dos o más razas. Del total de la población el 0.77% eran hispanos o latinos de cualquier raza.